# Цхурбаев, Алан Игоревич
Ала́н И́горевич Цхурба́ев (осет. Цыхуырбаты Алан) — журналист и публицист из Северной Осетии, редактор журнала «Дарьял» (с марта 2018 года).
Родился в Тбилиси 16 ноября 1976 года. Окончил факультет иностранных языков Северо-Осетинского государственного университета. С 2004 года корреспондент различных российских и зарубежных СМИ в Северной Осетии. В 2006-11 годах сотрудничал с «Радио Свобода». С 2009 года ведёт авторскую колонку (блог) на портале «Кавказский узел» (один из десяти постоянных авторов в совместном проекте «Кавказского узла» и Би-Би-Си «Северный Кавказ глазами блогеров»). В 2009-10 годах вёл сатирическую авторскую передачу «Перестаньте смеяться» на ГТРК «Алания».
Алан Цхурбаев освещал референдум о независимости, парламентские выборы в Южной Осетии 2009 года и события «снежной революции» 2011 года в Цхинвале.
В 2010 году Цхурбаев был среди 11 журналистов, подписавших обращение на имя президента Южной Осетии Эдуарда Кокойты, в котором они призывали Кокойты способствовать расследованию нападения на оппозиционного юго-осетинского журналиста Тимура Цховребова.
В марте 2018 года Алан Цхурбаев возглавил литературно-художественный и общественно-политический журнал «Дарьял», в котором выходили его первые литературные опыты ещё в 1997 году. В качестве редактора представлял журнал на фестивале городской культуры Atazhukin sound в Нальчике, на книжной ярмарке «Красная площадь», на общероссийском литературном фестивале «Белое пятно» в Новосибирске.
Алан Цхурбаев известен в Северной Осетии также как музыкант и автор песен.
Женат на журналистке Тамаре Агкацевой, воспитывает двоих сыновей.